# Pterostichus mandibularis
Pterostichus mandibularis är en skalbaggsart som beskrevs av Ball. Pterostichus mandibularis ingår i släktet Pterostichus och familjen jordlöpare. Inga underarter finns listade i Catalogue of Life.